# Mazza

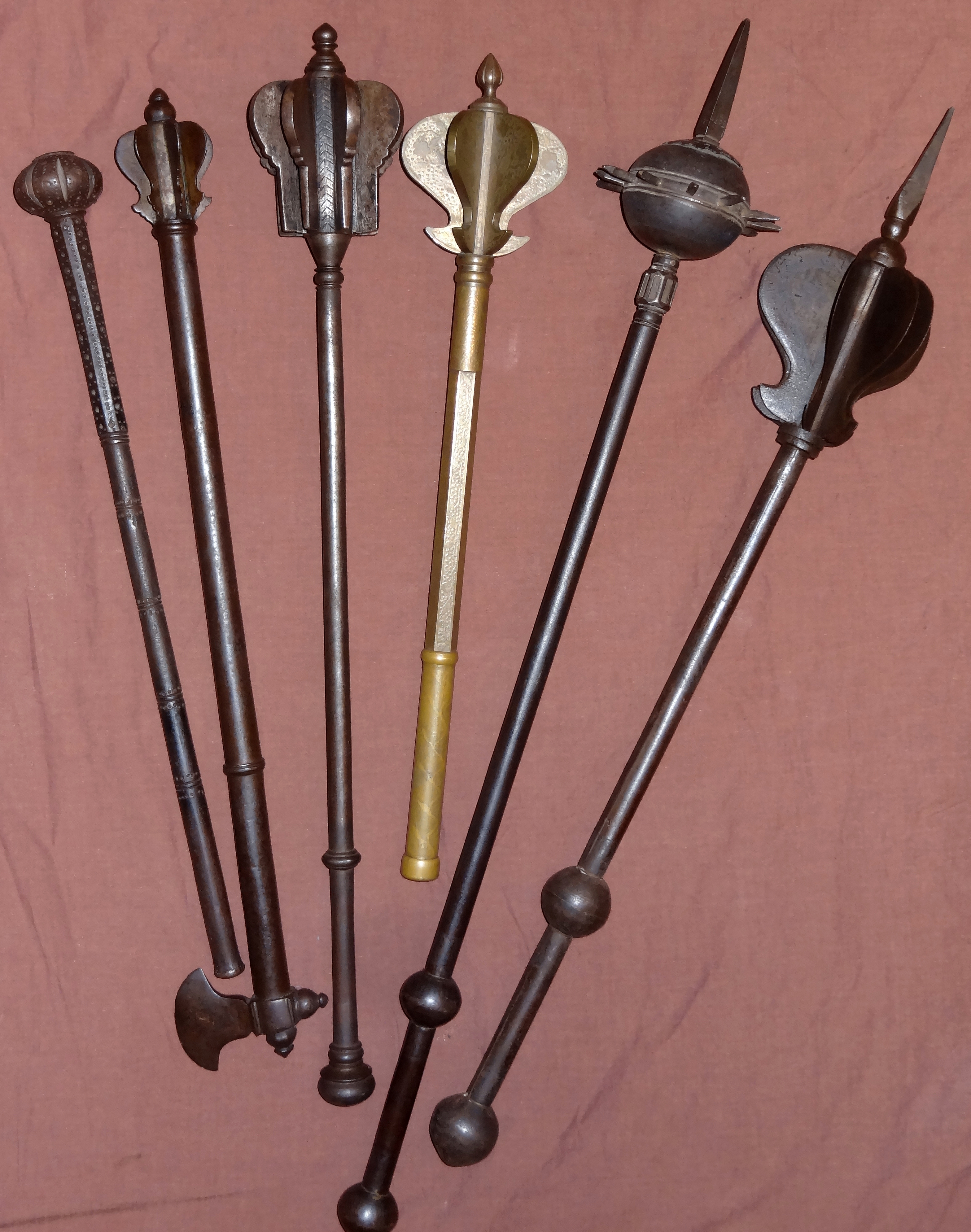
Mazza indo-persiana

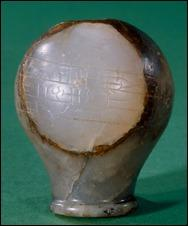
Testa di mazza assira

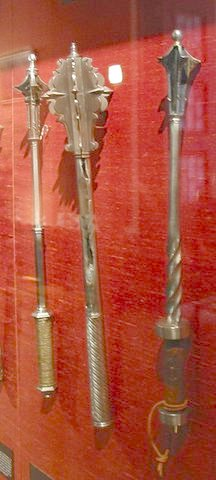
Mazze medievali

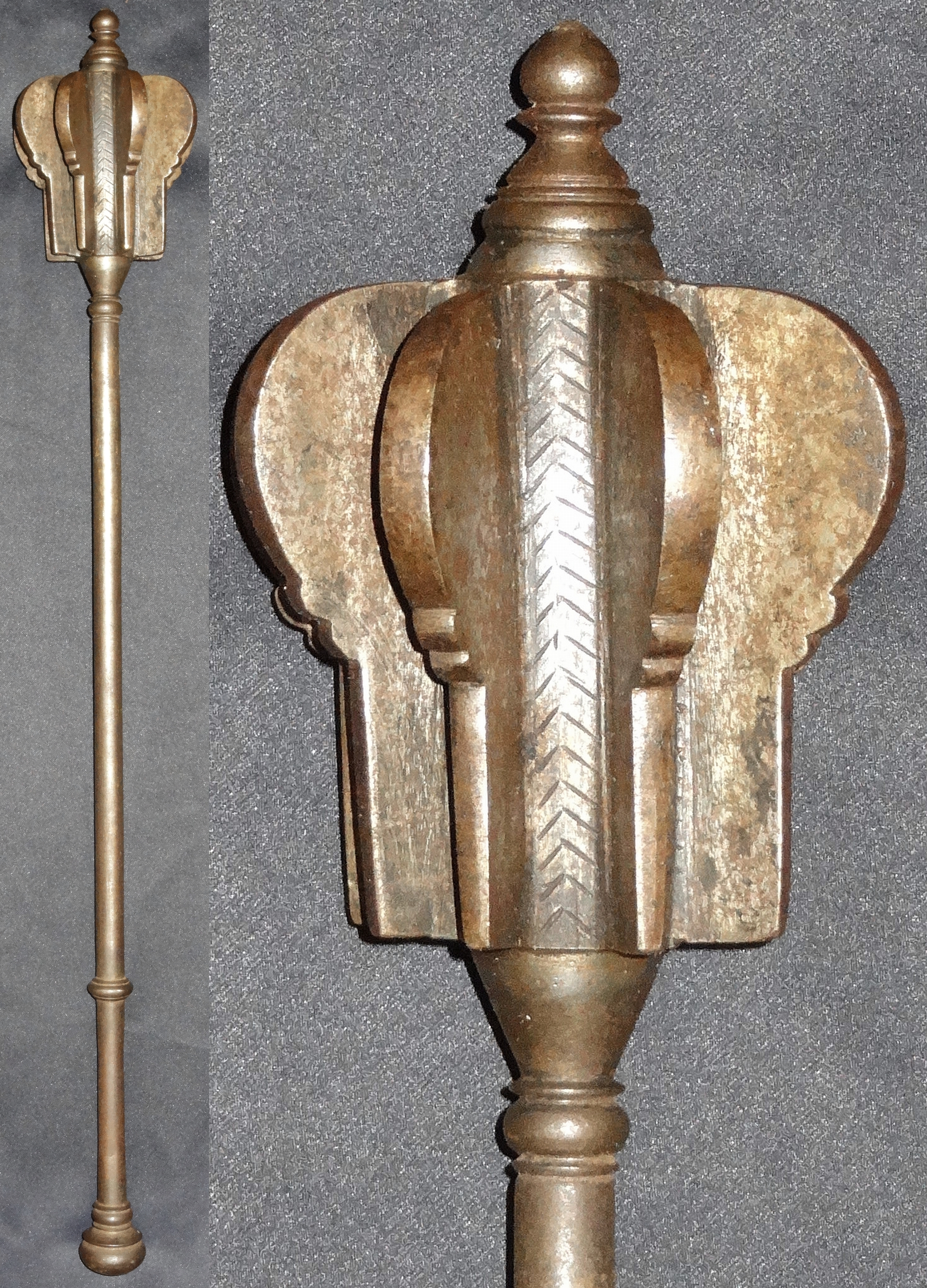
Mazza flangiata

La mazza, oggetto contundente con una testa pesante in cima ad un manico, è stata la prima vera arma manesca di tipo contundente costruita dall'uomo.
Durante la Preistoria, la mazza si sviluppò dalla clava, cioè da un randello corto, in legno o osso, più largo ad una delle estremità. La testa della mazza venne appesantita da rinforzi in pietra prima e metallo poi (rame, ferro, acciaio). Nel corso dei secoli, i rinforzi, inizialmente concepiti come semplici placche, svilupparono in protuberanze e flange sempre più lavorate. Il corpo stesso della mazza, inizialmente di legno, venne poi interamente realizzato in metallo. Con l'introduzione della polvere da sparo, l'utilizzo delle mazze in guerra venne progressivamente abbandonato. L'arma tornò però in auge nelle sanguinose mischie di trincea della prima guerra mondiale (1915-1918).
Antichissima arma immanicata, la mazza divenne fortissimo simbolo di potere presso tutte le antiche civiltà. Passata in campo cerimoniale, la mazza diede origine allo scettro, simbolo del potere sovrano, ed al bastone di comando, simbolo della suprema autorità militare di uno stato.

## Storia

### Preistoria
Gli studi archeologici suggeriscono un utilizzo delle mazze come armi da offesa fin dalla preistoria. Le prime erano interamente in legno, poi con una testa di pietra o in ossidiana. Con la scoperta del rame e del bronzo, vennero utilizzate mazze sempre più lavorate e robuste.

### Antichità
In Europa i primi ritrovamenti di manufatti furono rinvenuti negli scavi di un tumulo neolitico a Knowth in Irlanda. Nell'antico Egitto, le mazze furono ampiamente utilizzate, sia in combattimento che come simbolo di potere; mazze da offesa furono utilizzate anche in Mesopotamia tra il 2450 e il 1900 a.C., e tra gli Assiri, i quali utilizzarono mazze probabilmente dal 1800 a.C., solitamente fatte in pietra o in marmo e decorate con oro o altri metalli, ma usate raramente in combattimento.
Un importante sviluppo fu l'utilizzo del metallo per la loro manifattura, l'avvento delle teste in metallo, ad esempio tra i Shardana, dei guerrieri originari della Sardegna che combatterono contro Ramses II, erano armati con mazze con teste di bronzo. L'utilizzo di mazze in guerra è testimoniato anche negli antichi poemi epici indiani, dove sono descritte mazze conosciute come "Gada", utilizzate nelle antiche guerre indiane.
Gli antichi Romani non fecero invece largo uso di mazze, probabilmente a causa dell'uso di armature protettive, e a causa dello stile di combattimento che prevedeva l'utilizzo di pilum e gladio. Tuttavia la mazza era massicciamente usata dalla cavalleria catafratta nell'Impero sasanide di Persia. In seguito ai ripetuti scontri tra persiani e bizantini/romani d'oriente, Bisanzio sviluppò le proprie unità di cavalleria catafratta, adottando, assieme al resto dell'equipaggiamento sasanide, anche la mazza.

### Medioevo europeo
Durante il basso Medioevo, le nuove armature introdotte a favore di fanti e cavalieri, come la brigantina e l'armatura a piastre, portarono allo sviluppo di armi contundenti in grado di provocare traumi e fratture senza dover necessariamente oltrepassare le protezioni
Un esempio di arma in grado di prevalere sull'armatura è la mazza flangiata, ossia l'inserimento nella testa metallica di flange e bordi sporgenti in metallo che permettevano di incidere ed ammaccare anche le armature più solide. Riferimenti di mazze flangiate (bardoukion) furono riscontrati già con l'Impero bizantino, ma l'utilizzo delle mazze flangiate in Europa avvenne intorno al XII secolo quando, contemporaneamente al Medio Oriente, anche in Russia ci fu un'evoluzione delle mazze flangiate.
L'uso di mazze fu molto comune in Europa orientale, in particolare Polonia, Ucraina e Russia, dove le mazze erano caratterizzate dalla caratteristica forma a pera. Esse tuttavia venivano utilizzate dai capi militari soprattutto come simbolo di potere, come la Bulava polacco-russa o la Fokolsbata ungherese.

### Età contemporanea: le mazze nella Grande Guerra
Con l'introduzione della polvere da sparo, l'utilizzo delle mazze in guerra venne presto abbandonato e già dalla fine del medioevo l'uso delle mazze ferrate scomparve progressivamente per poi ritornare agli inizi del 1900, quando allo scoppio della prima guerra mondiale si evidenziò l'inadeguatezza e spesso la mancanza di armi adatte al combattimento corpo a corpo in spazi ristretti, quali erano le trincee. Inizialmente furono gli stessi soldati a sopperire a questa mancanza modificando manualmente pugnali di origine commerciale o baionette catturate al nemico. Ben presto a tutti gli eserciti impegnati nel conflitto furono distribuite armi d'ordinanza per gli assalti corpo a corpo, per lo più pugnali, ma tra gli schieramenti era anche generalizzato l'uso di pugni di ferro. Spesso le due armi erano abbinate nei pugnali con presa a noccoliera. Molto diffuso, fu anche l'impiego, da parte dei soldati più esperti, delle vanghette in dotazione come surrogato della scure. Nel panorama di una guerra di posizione, con assalti all'arma bianca per la conquista di trincee, si vide il ritorno tra i reparti di entrambi gli schieramenti tedeschi e austro-ungarici, inglesi e francesi, dopo circa tre secoli di inutilizzo nei campi di battaglia, della mazza chiodata. Contrariamente all'uso che se ne faceva nel medioevo, dove la mazza ferrata era usata per sfondare e disarticolare le armature dei nemici che poi venivano "finiti" con le spade o pugnali, in questo caso l'uso della mazza era più affine all'uso che se ne faceva nella preistoria, ove l'arma era utilizzata per colpire nemici privi di armature e/o protezioni, come privi di protezioni erano i soldati del primo conflitto mondiale.

## Elenco delle tipologie di mazze
- clava, corto randello con una estremità, "testa", più massiccia. Archetipo della mazza, tipico delle popolazioni della preistoria o, comunque, tecnologicamente poco sviluppate, presenta forme più raffinate come il patu dei maori.
- mazza, clava irrobustita dall'aggiunta di inserti in pietra che rendano l'impatto della "testa" efficace nonostante il ricorso ad un astile ligneo più maneggevole e leggero rispetto a quello della clava primitiva.
- mazza ferrata (clava ferrea in latino), mazza irrobustita da componenti in metallo (fond. bronzo o ferro) e non più in pietra.
- mazza chiodata, due tipologie ben distinte di armi:

1. arma "povera" del Medioevo europeo, sviluppata dai laboratores inserendo nella testa del randello dei chiodi, poi raffinata dalle milizie del comune medievale (fond. in Italia e nelle Fiandre), in forme meno rudimentali come la stella del mattino ed il goedendag. Le mazze utilizzate nella Prima Guerra Mondiale rientrano in questa categoria;
2. evoluzione della mazza ferrata ottenuta aggiungendo borchie e chiodi sulla testa metallica dell'arma.

- mazza flangiata, mazza ferrata con testa composta da flange metalliche disposte radialmente rispetto alla gorbia. Il modello si sviluppò contemporaneamente in Medio Oriente (fond. Persia) ed in Europa (Principato di Novgorod) nel XII secolo (v. pernach).
- mazza gotica, mazza flangiata con corpo e testa interamente in metallo.
- mazza pesante, evoluzione della mazza gotica, volta a garantire un colpo debilitante contro un avversario protetto dalla pesante armatura a piastre del XV secolo.
- mazza a sbarra

Per mazza d'armi s'intende invece qualsiasi tipologia di mazza (ferrata, chiodata, flangiata ecc.) appositamente sviluppata per il guerriero in arcioni, da utilizzarsi nella mischia tra cavalieri in un contesto in cui le armature altamente sviluppate rendono il colpo di spada non più risolutivo.
Fatte salve le specifiche di cui sopra, la mazza orientale si differenzia poi dalle mazze in uso in Europa per la raffinatezza costruttoria e la presenza, soprattutto nelle armi realizzate nel subcontinente indiano, di accorgimenti tecnici normalmente tipici della spada, quali guardia, para-mano, pomolo ecc.